# Birra Eggenberg
La birra Eggenberg è una birra ceca prodotta a Český Krumlov dal 1560.

## Storia
La tradizione della produzione della birra a Český Krumlov risale all'anno 1250. Il periodo di massimo splendore si verificò durante il regno dell'ultimo Rožmberk. Nel 1561, grazie ai lavori idraulici progettati dal reggente Jakub Krčín di Jelčany e Sedlčany, fu resa disponibile acqua potabile di alta qualità, la quale si usa fino ad oggi.

## Produzione attuale
Il birrificio Eggenberg porta il nome della famiglia Eggenberg e produce nove tipi di birra sotto quel nome. Si tratta di due tipi di birra pils chiara, due tipi di lager chiara, due tipi di lager scura, una birra di frumento, una al limone e una birra analcolica. In Italia sono distribuiti i tipi seguenti:
- Lager chiara: colore dorato, profondamente fermentato
- Lager scura: lager con sapore e aroma di caramello
- Lager scura affumicata: birra prodotta da speciale malto affumicato che aggiunge il sapore del fumo
- Birra al limone: combina una birra leggera con il gusto del limone
- Birra chiara analcolica: colore dorato, gusto pieno